# Juliusz Żuławski

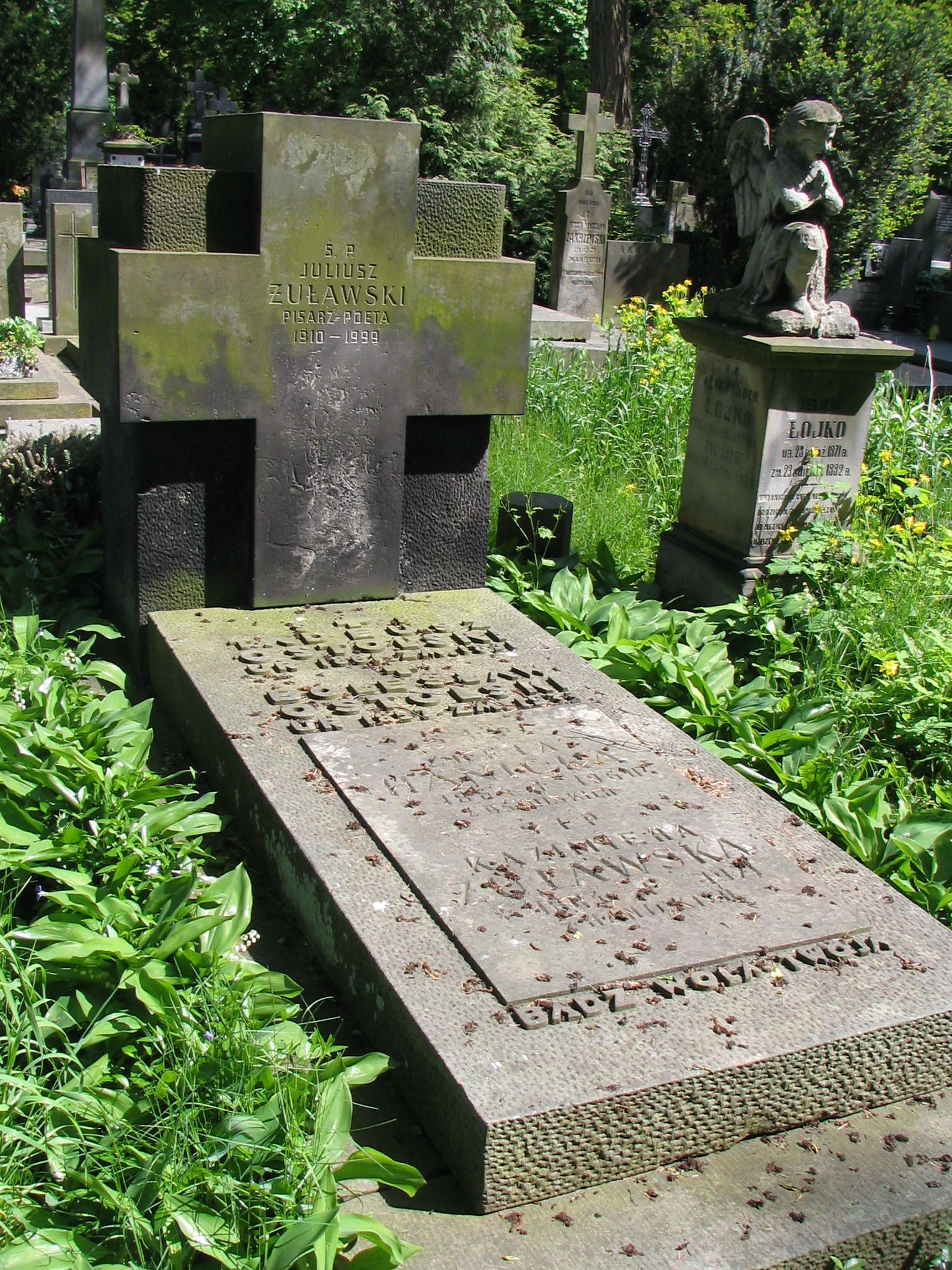
Grób Żuławskiego na cmentarzu Powązkowskim (2008)

Juliusz Żuławski (ur. 7 października 1910 w Zakopanem, zm. 10 stycznia 1999 w Warszawie) – polski poeta, prozaik, tłumacz poezji anglojęzycznej, w latach 1978–1983 i 1988–1991 prezes Polskiego PEN Clubu.

## Życiorys
Urodził się w Zakopanem, w rodzinie Jerzego i Kazimiery z Hannickich. Brat Marka, malarza, i Wawrzyńca, taternika i alpinisty, kompozytora i krytyka muzycznego, brat stryjeczny Mirosława Żuławskiego, prozaika i scenarzysty filmowego.
Naukę rozpoczął w gimnazjum w Zakopanem. Od 1921 uczęszczał do Gimnazjum im. Mikołaja Kopernika w Toruniu. Rok szkolny 1925/26 spędził u rodziny w Krośnie. Jesienią 1926 zamieszkał w Warszawie. W 1928–1929 przebywał okresowo na Helu, gdzie pracował jako nadzorca budowlany przy budowie kolonii rybackiej, w sezonie letnim 1930 nadzorował budowy w Wielgłowach i Swarożynie w okolicach Tczewa. W lutym 1931 zdał eksternistycznie egzamin maturalny w Gimnazjum im. Tadeusza Czackiego w Warszawie. Od września 1931 do września 1932 odbywał służbę wojskową w Szkole Podchorążych Rezerwy Saperów w Modlinie. W 1932 podjął na Wydziale Architektury Politechniki Warszawskiej studia, których nie ukończył. Od kwietnia 1933 do maja 1934 pracował jako urzędnik (referent do spraw inwentarza) w warszawskiej centrali Polskiej Kasy Oszczędności.
W latach 1936–1939 przebywał w Wielkiej Brytanii jako korespondent czasopism „Odnowa” i „Droga”. Walczył w kampanii wrześniowej. Wzięty do niewoli, do 1945 roku był więźniem niemieckich oflagów. Współorganizował jeniecki teatr obozowy, dla którego pisał sztuki.
Po wojnie, w latach 1945–1949 pracował w redakcji tygodnika „Kuźnica” w Łodzi. Od 1949 mieszkał w Warszawie. W latach 1950–1951 był redaktorem tygodnika „Nowa Kultura”, a w latach 1951–1957 miesięcznika „Twórczość”.
W latach 1959–1968 pełnił funkcję przewodniczącego sekcji literackiej Stowarzyszenia Autorów „ZAiKS”. W 1966 został członkiem zarządu Polskiego PEN Clubu, którego od 1972 był wiceprezesem, w latach 1978–1983 i 1988–1991 prezesem, w latach 1991–1999 prezesem honorowym. W 1992 został członkiem Stowarzyszenia Pisarzy Polskich. W 1974 został członkiem korespondentem londyńskiego towarzystwa The Byron Society.
W 1976 podpisał Memoriał 101, wyrażający protest przeciw projektowanym zmianom w Konstytucji Polskiej Rzeczypospolitej Ludowej. 20 sierpnia 1980 podpisał apel 64 uczonych, pisarzy i publicystów do władz komunistycznych o podjęcie dialogu ze strajkującymi robotnikami. Był członkiem powstałego w grudniu 1988 Komitetu Obywatelskiego przy Lechu Wałęsie.
Zmarł w Warszawie, pochowany na cmentarzu Powązkowskim (kwatera R-4-21).

## Twórczość literacka
Debiutował w 1933 roku na łamach miesięcznika „Droga” poematem Marcin i opowiadaniem Morze. 
Tworzył lirykę refleksyjną i wspomnieniową (Pole widzenia 1948), prozę psychologiczną (Wyprawa o zmierzchu 1936, Czas przeszły niedokonany 1962), opowieści biograficzne (Byron nieupozowany 1964).
Opublikował też kilka artykułów na tematy taternickie i o ratownictwie górskim, nie tylko w czasopismach fachowych. W zbiorze zatytułowanym Czas przeszły niedokonany umieścił kilka opowiadań tatrzańskich.
W latach 1987–1988 współpracował z kwartalnikiem religijno-społecznym „Znaki Czasu” (tu cykl esejów pt. Przydługa teraźniejszość).

## Ważniejsze dzieła
- Wyprawa o zmierzchu (1936)
- Cień Alcybiadesa (Neubrandenburg, 1943)
- Pole widzenia (1948)
- Skrzydło Dedala (1949)
- Wiersze z notatnika (1957)
- Czas przeszły niedokonany (1962)
- Byron nieupozowany (1964)
- Wielka podróż Walta Whitmana (1971)
- Kartki z drogi (1975)
- Z domu (1978)
- Czas odzyskany (1982)
- Przydługa teraźniejszość (1992)

## Przekłady
Juliusz Żuławski był jednym z najważniejszych polskich tłumaczy po drugiej wojnie światowej. Przekładał przede wszystkim poezję angielską i amerykańską. Największą jego zasługą jest zapewne spopularyzowanie w Polsce poezji Roberta Browninga, który wcześniej był niemal nieznany z uwagi na niewielką liczbę, znaczne rozproszenie i niedostępność przekładów.
- John Gay – Opera żebracza
- Henry Wadsworth Longfellow – Wybór poezji
- Robert Lowell – Chwała sztandaru: tryptyk sceniczny. Endecott i krzyż czerwony. Mój kuzyn, major Molineux. Benito Cereno
- John Webster – Niewinna diablica
- John Keats – Wiersze wybrane
- Robert Browning, Poezje wybrane

## Wspinaczka
Uprawiał taternictwo. Między innymi z bratem Wawrzyńcem dokonał szeregu ciekawych pierwszych wejść nowymi drogami wspinaczkowymi, jak choćby środkiem północno-zachodniej ściany Mnicha (towarzyszył im wówczas Tadeusz Orłowski). Wspinał się także w innych górach Europy: Alpach, Pirenejach i w Górach Kambryjskich).

## Ordery i odznaczenia
- Krzyż Komandorski Orderu Odrodzenia Polski (1995)[1]
- Krzyż Kawalerski Orderu Odrodzenia Polski (1974)[1]
- Odznaka Honorowa ZAiKS-u (1988)[5]

## Nagrody i wyróżnienia
- Nagroda Polskiego PEN Clubu za twórczość przekładową (1970)
- Nagroda im. Mariana Kistera, przyznana przez Roy Publishers w Nowym Jorku za twórczość przekładową (1970)
- Nagroda Fundacji Alfreda Jurzykowskiego w Nowym Jorku za całokształt twórczości literackiej (1971)
- Nagroda literacka ZAiKS-u dla tłumaczy (1988)[5]

Źródło:.